# Wolkammen
Het wolkammen heeft tot doel de vezels van wol parallel te leggen en van ongerechtigheden te ontdoen. Ook de kortere vezels worden zo verwijderd. Zo ontstaat een glad gesponnen ruwvezelgaren. Kamgaren is bovendien regelmatiger, minder volumineus en minder warmte-isolerend dan kaardgaren.
Het maken van dit kamgaren begon waarschijnlijk in Vlaanderen rond de 13e eeuw.
Het machinaal kammen van wol begon aan het eind van de 18e eeuw, toen Edmund Cartwright een machine patenteerde om wol te kammen. Dit werd pas echt succesvol toen rond 1850 Samuel Lister een mechanische kammachine ontwikkelde met een continu proces. Uiteindelijk verdween hierdoor het traditionele beroep van wolkammer. 
Naast het wolkammen bestond het wol spinnen.